# Serra Martina
La Serra Martina és una serra situada al municipi de Medinyà a la comarca del Gironès, amb una elevació màxima de 104 metres.